# Mario Cornero
El doctor Mario Cornero (Buenos Aires, 22 de abril de 1855 - 24 de enero de 1939) fue un militar y médico cirujano argentino, segundo gobernador de Tierra del Fuego (Argentina) cuando aún era Territorio Nacional.
Estudió en la Facultad de Ciencias Médicas, y se especializó en técnicas hospitalarias en Europa. En 1878 ingresó en la Armada Nacional, en donde en 1890 recibió el título de cirujano de división, con asimilación a capitán de fragata. Fue catedrático de Higiene en la Escuela Naval. El 6 de julio de 1900 fue nombrado director del Hospital Naval de Puerto Belgrano.

## Gobernador
A los 35 años, en 1890, fue designado gobernador de Tierra del Fuego, cargo que ejerció hasta el 4 de abril de 1893, cuando el gobierno nacional lo suspendió debido a las presiones de Julio Popper, quien mantenía una relación conflictiva con el gobernador.
Creó la primera escuela mixta, la escuela n.º 1 Domingo Faustino Sarmiento, inaugurada el 28 de julio de 1890; tal como hiciera Félix Mariano Paz, su antecesor, hizo personalmente un relevamiento del territorio; instaló un destacamento policial en Puerto Cook; realizó algunos estudios sobre las maderas locales y sus cualidades; instaló la primera oficina de Registro civil. Logró la instalación del servicio postal mediante la creación de tres estafetas: una en Ushuaia (a cargo de Arturo Coronado), otra en San Sebastián (a cargo de José Porcel) y la tercera en San Juan del Salvamento en la isla de los Estados (a cargo del capitán de fragata Francisco Villarino); hasta ese momento la correspondencia se despachaba a través del servicio de Correos de Chile. Entre 1890 y 1893 fue construida la residencia del gobernador que luego fue la Casa de Gobierno, declarada Monumento Histórico Nacional en 1983.
En 1891 llegó a Tierra del Fuego el primer periodista argentino, José Manuel Eizaguirre, corresponsal del diario Sud América. Se editó un libro con sus notas periodísticas, Tierra del Fuego. Recuerdos e impresiones de un viaje al extremo austral de la República que dedicó a la memoria de Julio Popper.
Por esa época -aproximadamente- Popper inició una campaña en contra del gobernador valiéndose de la publicación de artículos en la prensa nacional. Los problemas entre ellos se presentaban principalmente porque Cornero no estaba de acuerdo con las pretensiones del rumano de adquirir 375 000 ha en la isla. Tampoco estaba de acuerdo con la emisión de sellos postales realizada por él. Popper presionó hasta que el gobierno nacional finalmente envió al teniente de navío Carlos Beccar a investigar los que sucedía, quien presentó informes favorables al gobernador. Se resolvió mantenerlo en el puesto. Mientras tanto Cornero inició una querella por calumnias contra su acusador, pero la sentencia del juicio absolvió a Popper, hecho que tuvo repercusión desfavorable en la capital y decidió al gobierno central a remover a Cornero de su cargo de gobernador.